# سیارک ۴۴۲۵
سیارک ۴۴۲۵ (به انگلیسی: 4425 Bilk، نامگذاری:1967UQ) چهار هزار و چهارصد و بیست و پنجمین سیارک کشف شده‌است که در ۳۰ اکتبر ۱۹۶۷ کشف شد.